# Duane Ludwig
Duane Paul Ludwig (ur. 4 sierpnia 1978 w Denver) – amerykański kickbokser oraz zawodnik mieszanych sztuk walki (MMA). Zwycięzca turnieju K-1 World MAX USA z 2002, dwukrotny uczestnik finałów K-1 World MAX z 2002 i 2003 oraz mistrz świata ISKA w wadze średniej. Jako zawodnik MMA był związany m.in. z UFC czy Strikeforce.

## Kariera sportowa

### Kickboxing
Ludwig zanim przeszedł na zawodowstwo kilkukrotnie zdobywał amatorskie tytuły International Kickboxing Federation (IKF). Zdobywał ówcześnie mistrzostwo krajowe w formule muay thai w wadze lekkośredniej oraz zwyciężał w turnieju wagi superśredniej. W 2000 zadebiutował w profesjonalnej walce. Jeszcze w tym samym roku został Mistrzem USA organizacji World Kickboxing Association (WKA) w wadze superśredniej. W marcu 2002 wygrał turniej K-1 World MAX USA, dający kwalifikację do finałowego turnieju World MAX w Tokio, lecz rywalizacja Amerykanina w finałowym turnieju (11 maja) zakończyła się na pierwszym pojedynku (przegrana z Masato w ćwierćfinale). 
Po efektownej wygranej nad Jeremym Harminsonem w grudniu 2002, otrzymał zaproszenie do kolejnego finałowego turnieju World MAX. Tym razem Ludwig doszedł do półfinału, najpierw nokautując Kozo Takedę lewym sierpowym, by następnie samemu zostać znokautowanym, w ten sam sposób w półfinałowym starciu z Holendrem Albertem Krausem. 10 stycznia 2004 pokonał utytułowanego Taja Malaipeta Sitprapoma i został mistrzem świata ISKA w wadze średniej (formula Muay thai). Do 2006 był związany wyłącznie z K-1. Miał okazje rywalizować m.in. z Ramonem Dekkersem czy Johnem Wayne’em Parrem. W 2006 zakończył karierę kickbokserską, skupiając się wyłącznie na MMA.

### Kariera MMA
Podczas startów w kickboxingu, rywalizował również w formule mieszanych sztuk walki. Zadebiutował w niej w 2000. Przez pierwsze lata toczył pojedynki na lokalnych galach m.in. King of the Cage, gdzie pokonywał m.in. Charlesa Bennetta. W styczniu 2003, znokautował byłego mistrza UFC Jensa Pulvera, zostając mistrzem kanadyjskiej organizacji UCC wagi lekkiej. 25 kwietnia 2003 zadebiutował w UFC, pokonując na punkty japońską gwiazdę sztuk walki Genkiego Sudo. W latach 2004–2006, zanotował porażkę z B.J. Pennem oraz błyskawiczne zwycięstwo nad Jonathanem Gouletem na gali UFC Fight Night 3. Ludwig znokautował Gouleta w 11 sekundzie pojedynku. Przez wiele lat był to najszybszy nokaut w historii UFC.
W latach 2006–2009, związany głównie ze Strikeforce. Zanotował tam m.in. cenne zwycięstwo nad Bahamczykiem Yvesem Edwardsem oraz porażki z utytułowanymi zawodnikami m.in. Joshem Thomsonem czy Paulem Daleyem.
W 2010 wrócił do UFC. W przeciągu dwóch lat, stoczył tam siedem pojedynków, lecz tylko dwa udało mu się wygrać m.in. ze zwycięzcą 7. edycji The Ultimate Fighter, Amirem Sadollahem. Po przegranej wskutek kontuzji kolana z Che Millsem, postanowił zakończyć karierę sportową i skupić się na prowadzeniu klubu.

### Kariera trenerska
W latach 2012–2014 był głównym trenerem w klubie Team Alpha Male, gdzie trenowali tacy zawodnicy jak, były mistrz UFC T.J. Dillashaw, Urijah Faber, Chad Mendes czy Joseph Benavidez. W 2013 oraz 2014 był wybierany "Trenerem Roku" przez World MMA Awards. Aktualnie prowadzi własny klub Ludwig Martial Arts.

## Osiągnięcia
Kickboxing:
- 1999: amatorski mistrz IKF Muay Thai US w wadze superśredniej (-78 kg)
- 1999: IKF USA National Amateur Championships – 1. miejsce w turnieju wagi lekkośredniej (-72,5 kg)
- 2000: mistrz Stanów Zjednoczonych WKA w formule muay thai w wadze superśredniej (-76 kg)
- 2001: mistrz Ameryki Północnej ITMC w formule muay thai w wadze superśredniej (-76 kg)
- 2002: K-1 World MAX USA – 1. miejsce w turnieju w kat. -70 kg
- 2004: mistrz świata ISKA w formule muay thai w wadze lekkośredniej (-72,5 kg)

Mieszane sztuki walki:
- 2003: mistrz świata UCC / TKO w wadze lekkiej (-70 kg)
- 2013, 2014: World MMA Awards – Trener Roku
- 2013, 2014: World MMA Awards – Klub Roku (Team Alpha Male)[8][9]